# Macau (Francia)
 Macau  es una población y comuna francesa, situada en la región de Aquitania, departamento de Gironda, en el distrito de Burdeos y cantón de Blanquefort.

## Demografía
| 1801 | 2017 | 2065 | 2349 | 2648 | 2890 |
| Para los censos de 1962 a 1999 la población legal corresponde a la población sin duplicidades (Fuente: INSEE [Consultar]) |      |      |      |      |      |